# Michael Rich
Michael Rich (ur. 23 września 1969 we Fryburgu Bryzgowijskim) – niemiecki kolarz szosowy i torowy, mistrz olimpijski oraz ośmiokrotny medalista szosowych mistrzostw świata. Zawodowiec w latach 1997–2006.

## Kariera
Pierwszy sukces w karierze Michael Rich osiągnął w 1987 roku, kiedy wywalczył brązowy medal w indywidualnym wyścigu na dochodzenie podczas torowych mistrzostw świata juniorów. Rok później wystartował na igrzyskach olimpijskich w Seulu, zajmując wraz z kolegami z reprezentacji dziesiąte miejsce w drużynowej jeździe na czas. Pierwszy medal wśród seniorów zdobył na mistrzostwach świata w Utsunomiya, gdzie wspólnie z Rolfem Aldagiem, Kaiem Hundertmarckiem i Rajmundem Lehnertem zajął trzecie miejsce w drużynowej jeździe na czas. W tej samej konkurencji zdobył jeszcze trzy medale mistrzostw świata: srebrne na MŚ w Stuttgarcie (1991) i MŚ w Oslo (1993) oraz brązowy podczas MŚ w Agrigento (1994). Ponadto na igrzyskach olimpijskich w Barcelonie w 1992 roku wspólnie z Bernden Dittertem, Christianem Meyerem i Uwe Peschelem był w tej konkurencji najlepszy. Medale zdobywał także w indywidualnej jeździe na czas: podczas MŚ w Plouay (2000), MŚ w Zolder (2002) i MŚ w Weronie (2004) zajmował drugie miejsce, a na mistrzostwach w Hamilton w 2003 roku zajął trzecie miejsce. Poza tym wygrał między innymi dwukrotnie francuski Chrono des Nations (2002 i 2003) oraz trzykrotnie Bayern Rundfahrt (2002, 2003 i 2005). Wielokrotnie zdobywał medale szosowych mistrzostw kraju, w tym cztery złote. Ponadto w 1989 roku zdobył dwa srebrne medale torowych mistrzostw RFN - w drużynowym i indywidualnym wyścigi na dochodzenie. Nigdy jednak nie zdobył medalu na torowych mistrzostwach świata. W 2006 roku zakończył karierę zawodniczą. Michael Rich jest żonaty, ma dwoje dzieci i mieszka w Emmendingen.

## Najważniejsze zwycięstwa i sukcesy
- 1992
  - mistrzostwo olimpijskie w jeździe drużynowej na czas (100 km)
- 2000
  -  mistrzostwo kraju w jeździe na czas
  - srebrny medal mistrzostw świata w jeździe na czas
- 2002
  - 1. Bayern Rundfahrt
  - 1. Chrono des Nations
  - srebrny medal mistrzostw świata w jeździe na czas
  - etap w Deutschland Tour
- 2003
  -  mistrzostwo kraju w jeździe na czas
  - 1. Bayern Rundfahrt
  - 1. Chrono des Nations
  - brązowy medal mistrzostw świata w jeździe na czas
- 2004
  -  mistrzostwo kraju w jeździe na czas
  - 1. Grand Prix des Nations
  - srebrny medal mistrzostw świata w jeździe na czas
  - etap w Deutschland Tour
  - etap w Bayern Rundfahrt
  - etap w Hessen-Rundfahrt
- 2005
  -  mistrzostwo kraju w jeździe na czas
  - 1. Bayern Rundfahrt